# Федосеев, Валериан Александрович
Федосеев Валериан Александрович (25 августа 1910, с. Екатериновка, Самарской губ., Российская империя – 1980, г. Одесса, УССР) – физик. Доктор физико-математических наук, профессор (1963), проректор по научной работе Одесского государственного университета (ныне – Одесский национальный университет имени И. И. Мечникова). 

## Биография
Валериан Александрович Федосеев родился 25 августа 1910 года в с. Екатериновка Самарской губернии в семье учителей сельской учебной школы. В 1926 году поступил в Саратовский университет на физико-техническое отделение, но ушёл с 3-го курса по состоянию здоровья и уехал в Туркменскую ССР по совету врачей.
В 1927—1928 годах работал заведующим лабораторией 32-й стрелковой дивизии в Саратове, учителем школы 2-й степени в городе Мары Туркменской ССР (1929—1930), ассистентом (с 1930 года), доцентом кафедры физики сельхозинститута в Ашхабаде (1933—1935). В 1933 году аттестационная комиссия присудила ему звание доцента за достижения в области научных исследований. С 1936 по 1941 годы В. А. Федосеев — доцент кафедры физики пединститута в Ашхабаде. Одновременно по совместительству с 1932 по 1939 годы он был директором Института дождя. В 1939 году перешёл в физико-техническую лабораторию Туркменского филиала Академии наук СССР, которая с 1941 года стала его основным местом работы.
В 1943 году В. А. Федосеев защитил кандидатскую диссертацию на тему: «Выпаривание капель», а в 1944 году получил приглашение на работу в Одесский университет, где начал работать с 1 сентября 1944 года на должности заведующего кафедры электроники. В 1946 году был утверждён в должности заведующего кафедры электрофизики. С июня 1950 года перешёл на кафедру молекулярных и тепловых процессов уже доцентом. В июне 1961 года по специальному разрешению ВАК СССР он защитил докторскую диссертацию по горению металлов в дисперсном виде, а спустя два года получил аттестат профессора. С 1961 по 1963 годы В. А. Федосеев исполнял обязанности заведующего кафедрой общей и молекулярной физики. С 1963 по 1979 годы заведовал кафедрой теплофизики, с 1979-го по февраль 1980 года был профессором кафедры теплофизики.
В 1953 году за плодотворную деятельность в области высшего образования В. А. Федосеев был награжден орденом Трудового Красного Знамени.
Умер В. А. Федосеев 16 февраля 1980 года в Одессе.

## Научная деятельность
Профессор В. А. Федосеев опубликовал более 150 научных работ. По его сценарию снят документальный фильм о Проблемной лаборатории физики аэродисперсных систем.
В. А. Федосеев – основатель научной школы по испарению и горению вещества в дисперсном виде. В 1931 г. В. А. Федосеев принимал активное участие в организации работ по экспериментальной метеорологии, возглавляя Ашхабадский филиал института экспериментальной метеорологии. В 1933-1934 гг. В. А. Федосеев оказал влияние на природные облака гигроскопичными аэрозолями с целью стимулирования дождя. Эти опыты важны не только как первый в истории метод искусственного воздействия на облака, но и является доказательством возможности цепного процесса образования осадков из «теплых» облаков, поскольку на второй стадии осадки не вмещали в себя заметного количества использованного гигроскопической реагента. После переезда в 1944 г. в Одессу В. Федосеев продолжил свои исследования по физике водяного аэрозоля. Под его руководством лаборатория физики аэродисперсных систем издала ряд работ, посвященных кинетике испарения капель, коагуляции и изотермической перегонке в водном тумане, взаимодействию испаряющихся капель.
В начале 50-х годов В. Федосеев предложил высокоэффективный способ диспергирования перегретой жидкости и на его основе построил и испытал в промышленных условиях новое средство генерирования мощных волн аэрозоля (применяются в сельском хозяйстве и производстве, лесном деле и др.). С середины 50-х гг. В. А. Федосеев расширил свои исследования в области физики аэродисперсных систем, добавив в их сферу высокотемпературные процессы в аэрозолях. Разработав новый метод исследования кинетики испарения и горения аэрозолей (метод треков), В. А. Федосеев применил его для анализа сложных явлений, наблюдавшихся при испарении и горении дисперсного горючего. Метод исследования и основные положения в этой области получили широкое распространение и применение, существенно расширив возможности экспериментального изучения испарения и горения различных горючих.
Большой заслугой В. А. Федосеева является организация и регулярное проведение в Одесском университете научных конференций, посвященных испарению, горению и газодинамике аэродисперсных систем.
В 1953 г. за плодотворную деятельность в области высшего образования В. А. Федосеев был награжден орденом Трудового Красного Знамени.

## Труды
- Воздействие распыленных растворов на туман / В. А. Федосеев // Коллоид. журн. – 1953. – Т. 14, вып. 6.
- Испарение капель горючих жидкостей / В. А. Федосеев, Д. И. Полищук // Журн. техн. физики. – 1956. – Т. 26, вып. 7. – С. 1509-1518.
- О дроблении струи перегретой жидкости / В. А. Федосеев // Коллоид. журн. – 1958. – Т. 20, вып. 4. – С. 493-497.
- Випаровування краплі рідини при її горінні / В. О. Федосєєв, Д. І. Поліщук, Є. Д. Селіванов. // Праці ОДУ. Серія фіз. науки. – 1958. – Т. 148, вип. 6. – С. 43-48.
- Метод треков и его применение / В. А. Федосеев // Тр. ОГУ. – Т. 150, вып. 7. – 1960. – С. 39-44.
- Струйный метод измерения дисперсности гигроскопических дымов / В. А. Федосеев // Коллоид. журн. – 1966. – Т. 28, вып. 4. – С. 515-519.
- Исследование адсорбции паров целительного спирта и ее влияние на испарение водяных капель / В. А. Федосеев // Доклады АН СССР. – 1966. – Т. 167. – С. 617.
- О потерях импульса при течении образующихся аэродисперсной системы через сопло / В. А. Федосеев // Коллоид. журн. – 1980. – № 1.